# Christian Korunka

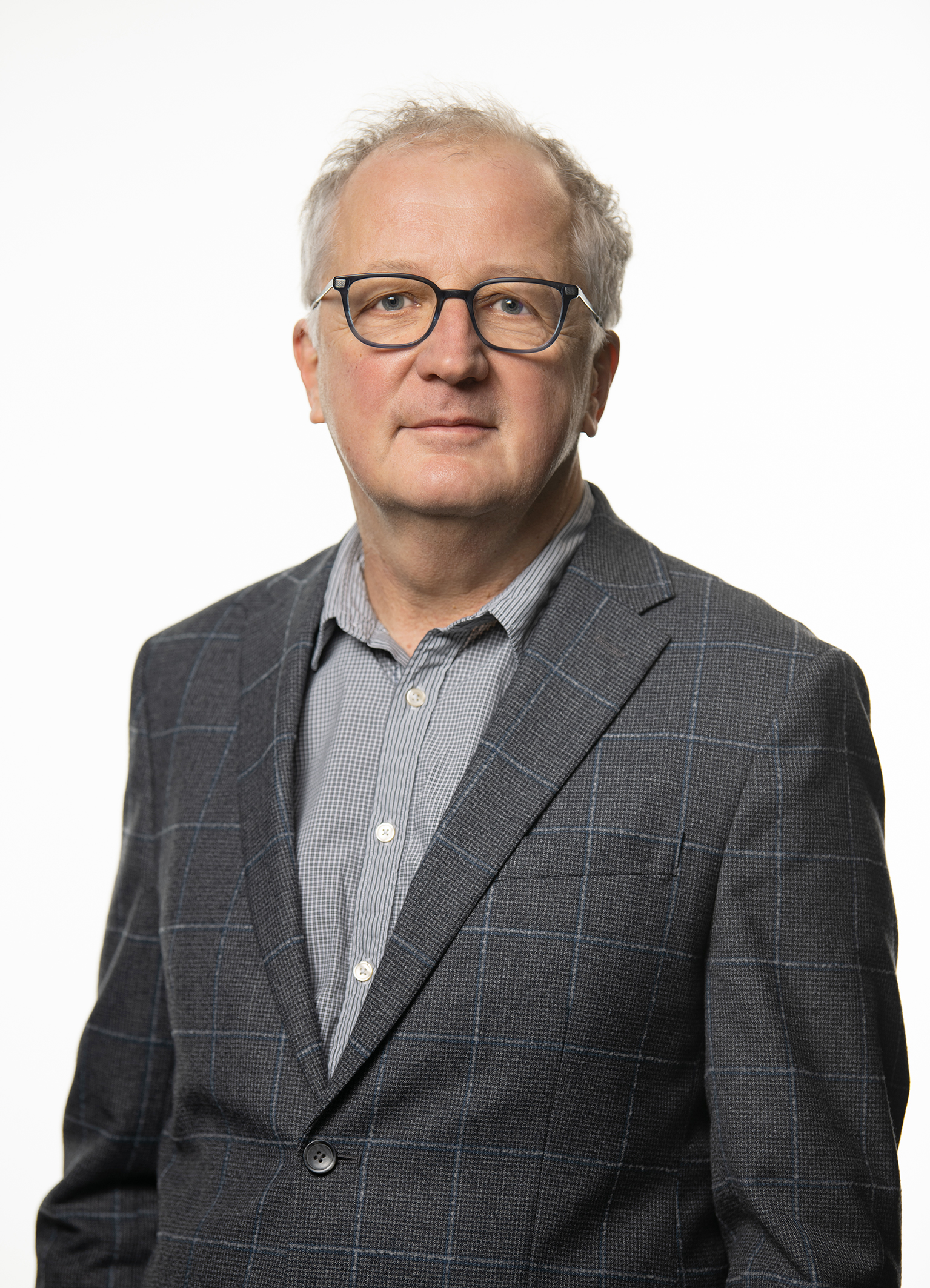
Christian Korunka (2021)

Christian Korunka (* 20. April 1959 in Wien) ist ein österreichischer Psychologe, Psychotherapeut. Er ist emeritierter Professor für Arbeits- und Organisationspsychologie an der Universität Wien. Sein Forschungsschwerpunkt im Bereich der Arbeits- und Organisationspsychologie ist die Untersuchung der Auswirkungen von neuen Formen der Arbeit (Arbeitsintensivierung, Flexibilisierung, Arbeit im Home Office). Er hat mehrere  Standardwerke in diesem Bereich veröffentlicht und hat sich daneben auch mit psychologischen Aspekten der Unternehmensgründung beschäftigt.

## Leben
Nach einer Ausbildung im Bereich der Nachrichtentechnik studierte Christian Korunka an der Universität Wien Psychologie und Anthropologie. Seine Dissertation verfasste er zum Thema EEG-getriggerte Lernprozesse. Er begann nach dem Studium als Universitätsassistent an der Universität Wien. Er habilitierte sich 1996 mit dem Thema Rahmenbedingungen der Arbeit mit modernen Informationstechnologien. Nach mehreren internationalen Forschungsaufenthalten und einer Gastprofessur an der Universität Madison-Wisconsin (USA) wurde er 2007 auf eine Professur für Arbeits- und Organisationspsychologie an der Universität Wien berufen.
Er war unter anderem Leiter des Doktoratsprogramms und Vizedekan an der Fakultät für Psychologie der Universität Wien. Er ist Mitglied internationaler Fachgesellschaften und der österreichische Vertreter der ENOP (European Network of Organizational Psychology). In seiner Forschung hat er sich intensiv mit den Auswirkungen von Veränderungen in der Arbeitswelt beschäftigt und zahlreiche Studien in diesem Bereich publiziert. In den letzten Jahren ist er auch im Bereich der Forschung und Beratung zur Thematik der Auswirkungen der Covid-Pandemie auf die Arbeitswelt tätig.
Ein weiterer Schwerpunkt seiner Tätigkeiten liegt im Bereich der Ausbildung und Entwicklung der österreichischen Psychotherapie. Er ist Leiter mehrerer Universitätslehrgänge, Lehrtherapeut, Mitglied des Österreichischen Psychotherapiebeirates, und in der Weiterentwicklung der Psychotherapie tätig.

## Werke (ausgewählte Buchpublikationen)
- C. Korunka (Hrsg.): Begegnungen – Psychotherapeutische Schulen im Gespräch. WUV-Verlag, Wien 1997, ISBN 3-85076-413-3.
- H. Frank, C. Korunka, M. Lueger: Entrepreneurial Spirit: Unternehmerische Haltung und Gründungswissen. Facultas – WUV, Wien 2002, ISBN 3-85114-700-6.
- C. Korunka, P. Hoffmann: Change and Quality in Human Service Work. (= Organizational Psychology and Health Care. Volume 4). Hampp Publishers, München 2005, ISBN 3-87988-915-5.
- M. Ebner, C. Korunka, H. Frank, M. Lueger: Intrapreneurship in Organisationen. WUV-Facultas, Wien 2008.
- P. Braunger, H. Frank, C. Korunka, M. Lueger: Sicherheitskultur in der Metall- und Holzverarbeitung. WUV-Facultas, Wien 2009.
- C. Korunka, E. Kirchler, H. Ulferts (Hrsg.): Entscheidungen und Veränderungen in Arbeit, Organisation und Wirtschaft. Facultas, Wien 2009.
- H. Frank, C. Korunka, M. Lueger (Hrsg.): Erfolgsfaktoren österreichischer Familienunternehmen. BMWFJ, Wien 2011, ISBN 978-3-200-02450-2.
- H. Frank, C. Korunka, M. Lueger (Hrsg.): Konfliktbewältigung in Familienunternehmen. Facultas, Wien 2012.
- C. Korunka, P. Hoonakker (Hrsg.): The impact of ICT on Quality of Working life. Springer Publishers, New York / Amsterdam 2014.
- C. Korunka, B. Kubicek: Job demands in a changing world of work. Springer Publishers, New York / Amsterdam 2017.
- J. Bunner, C. Korunka: Sicherheitsfachkräfte im Betrieb: Wie Einbindung, Kooperation und Expertise die Arbeitssicherheit verbessern. Facultas, Wien 2018.
- C. Gerdenitsch, C. Korunka: Digitale Transformation der Arbeitswelt: Psychologische Erkenntnisse zur Gestaltung von aktuellen und zukünftigen Arbeitswelten. Springer, Heidelberg 2019.
- C. Korunka: Arbeiten im Home Office. Lernen aus der Krise. In: U. Guerot, C. Korunka, B. Prainsack, Georg Psota: Protokolle der Krise. Wie Corona unser Leben verändert. Picus Verlag, Wien 2020, S. 77–92.
- C. Korunka (Hrsg.): Flexible working practices and approaches: Psychological and social implications of a multifaceted phenomenon. Springer Publishers, New York 2021.
- A. Drossos, W. Datler, E. Gornik, C. Korunka: Akademisierung der Psychotherapie. Facultas, Wien 2022.